# Adrian Țuțuianu
Adrian Țuțuianu (n. 1 august 1965, Malu cu Flori, România) este un politician român, membru al PSD, senator de Dâmbovița în Parlamentul României în mandatele 2008–2012 și 2016–2020 din partea alianței PSD + PC.
Între 2012 și 2016 a fost președinte al Consiliului Județean Dâmbovița. A fost ministru al apărării în perioada 29 iunie 2017 - 6 septembrie 2017.